# غافر
سوره غافر سوره ۴۰ از قرآن است و ۸۵ آیه دارد. نام دیگر این سوره مؤمن است و اولین سوره از سوره‌های حوامیم است. مانند دیگر سوره‌های مکی، محتوای این سوره بیشتر پیرامون اعتقادات پایه‌ای اسلام است. این سوره داستان مؤمن آل فرعون را بیان می‌کند و به همین دلیل یکی از نام‌های آن مؤمن است. نام غافر برگرفته از آیهٔ سوم این سوره است.